# Rostkehl-Rußmeise
Die Rostkehl-Rußmeise (Melaniparus fringillinus, Syn.: Parus fringillinus) ist eine Vogelart aus der Familie der Meisen (Paridae).

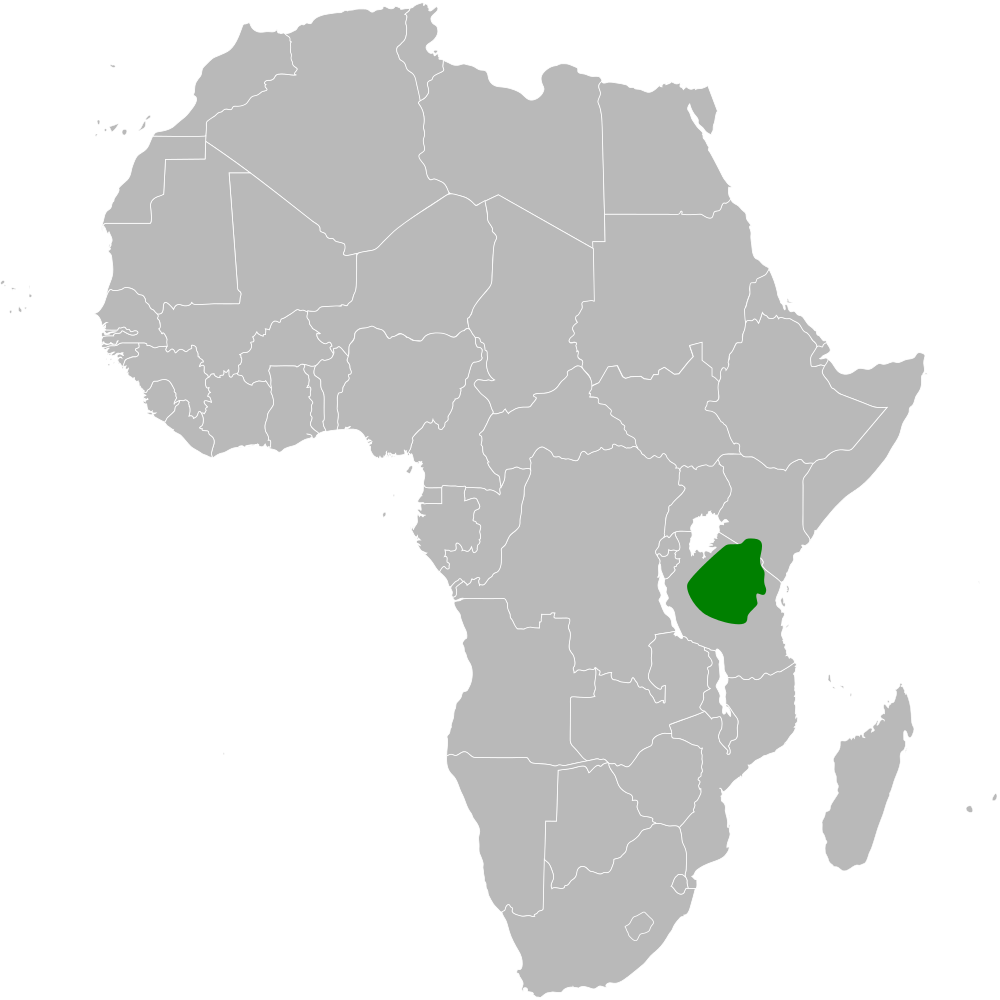
Verbreitungsgebiet der Rostkehl-Rußmeise

Der Vogel kommt in Ostafrika in Kenia und Tansania vor.
Der Lebensraum umfasst trockene Savanne, bevorzugt mit Gelbrinden-Akazie bewachsene, auch buschbestandene und wassernahe Flächen, meist zwischen 1000 und 1600, selten bis 2000 m Höhe.
Der Artzusatz kommt von lateinisch fringilla ‚kleiner Fink‘.
Diese Meise ist ein Standvogel.

## Merkmale
Die Art ist 11–12 cm groß, also eine mittelgroße graue Meise mit rotbraunem Gesicht, dunklem Scheitel und Weiß in den Flügeln. Das Männchen ist hell oder manchmal leicht bräunlich tingiert rotbraun am Kopf bis über den Nacken, die Nackenseiten, die Ohrdecken über Kinn und Hals bis zur Brust gegen den dunkelgrauen oder schwärzlichen Scheitel abgesetzt. Hinzu kommt ein schwärzlicher Hinteraugenstreif. Die Oberseite ist grau, die Flügel sind schiefergrau und haben breite weiße Ränder und Spitzen, der Schwanz ist schwarz mit weißer Berandung. Die Flügeldecken sind dunkelgrau bis schwarz mit breiten weißen Spitzen, die zwei weiße Flügelbinden ergeben. Die Flugfedern sind schwärzlich-grau. Flanken und untere Brust sind bräunlich-grau, die Unterschwanzdecken deutlicher grau mit weißen Spitzen, die Flügelunterseite ist blass grau. Die Iris ist braun, der Schnabel blaugrau bis schwärzlich mit dunkler Spitze am Oberschnabel, die Beine sich bläulich-grau bis schwarz. Weibchen haben etwas blassere rotbraune Fiederung. Jungvögel sind brauner am Scheitel, oben geschuppt rotbraun bis grau und haben weniger Weiß im Schwanz.
Verwechslungsmöglichkeit im Ausbreitungsgebiet besteht mit der Weißbauch-Rußmeise (Melaniparus albiventris), die aber an Kopf und Brust durchgehend schwarz ist.
Die Art ist monotypisch.

## Stimme
Der variable Ruf wird als harsches „hi-chr‘chr‘chr“ oder „ti-tchah-tchah-tchahchick“ beschrieben, auch klagend, quiekend oder sanftere längere Folgen von „chick-chick, chick-chick-chick, chick-chick-chick…“, auch „chachawi-chachawi-chachawi“ und ein typisches „prtt-tchay-tchay-tchay“, das an Weidenmeise (Poecile montanus) erinnert.

## Lebensweise
Die Nahrung besteht hauptsächlich aus kleinen Wirbellosen, Larven, auch Pflanzensamen und Früchten, die einzeln, paarweise oder in kleinen Gruppen gesucht werden auf allen Bewuchsebenen.
Die Brutzeit ist unklar, beobachtet wurde Brüten in Januar, Februar, April und zwischen August und September. Mehrere Bruten im Jahr kommen vor. Das Gelege besteht aus 3 Eiern.

## Gefährdungssituation
Der Bestand gilt als „nicht gefährdet“ (Least Concern).